# Valea Brădetului (okręg Prahova)
Valea Brădetului – wieś w Rumunii, w okręgu Prahova, w gminie Cerașu. W 2011 roku liczyła 343 mieszkańców.